# Van Siclen Avenue (stacja metra na New Lots Line)
Van Siclen Avenue – stacja metra nowojorskiego, na linii 2, 3 i 4. Znajduje się w dzielnicy Brooklyn, w Nowym Jorku i zlokalizowana jest pomiędzy stacjami Pennsylvania Avenue i New Lots Avenue. Została otwarta 16 października 1922.